# Валлендорф (Айфель)
Валлендорф (нім. Wallendorf) — громада в Німеччині, розташована в землі Рейнланд-Пфальц. Входить до складу району Бітбург-Прюм. Складова частина об'єднання громад Зюдайфель.
Площа — 8,71 км2. Населення становить 198 ос. (станом на 31 грудня 2020).

## Галерея

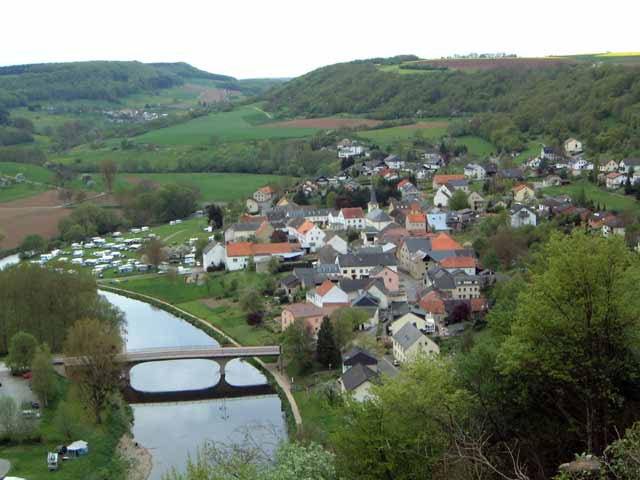